# Косели
Косели (груз. ქოსელი) — село в Грузии, на территории Казбегского муниципалитета края (мхаре) Мцхета-Мтианети.

## География
Село находится в северо-восточной части Грузии, на правом берегу реки Джуты, на расстоянии приблизительно 7 километров (по прямой) к юго-юго-востоку от посёлка городского типа Степанцминда, административного центра муниципалитета. Абсолютная высота — 1830 метров над уровнем моря.

## Население
По результатам официальной переписи населения 2014 года в Косели проживал 1 человек (мужчина). В национальной структуре населения грузины составляли 100 %.